# Rose Marie
Pour les articles homonymes, voir Rose-Marie et Marie.
Rose Marie (née Rose Marie Mazzetta) est une actrice américaine née le 15 août 1923 à Manhattan, New York, New York (États-Unis) et morte le 28 décembre 2017 à Van Nuys en Californie.

## Filmographie
- 1954 : Top Banana (en) d'Alfred E. Green : Betty Dillon
- 1958 : The Big Beat : May Gordon
- 1960 : My Sister Eileen (série télévisée) : Bertha
- 1961-1966 : The Dick Van Dyke Show : Sally Rogers
- 1966 : Don't Worry, We'll Think of a Title : Annie
- 1966 : Un truand (Dead Heat on a Merry-Go-Round) : Margaret Kirby
- 1968 : Doris comédie ("The Doris Day Show") (série télévisée) : Myrna Gibbons (1969-1971)
- 1968 : Le Virginien (TV) saison 6 épisode 03 (une dame de wichita )  : madame Stephens
- 1972 : Honeymoon Suite (série télévisée)
- 1974 : Memory of Us : Housekeeper
- 1975 : S.W.A.T. (Section 4 en vf) : Hilda
- 1975 : The Man from Clover Grove : Sister Mary
- 1980 : Cheaper to Keep Her : Ida Bracken
- 1980 : Bruce's Fingers
- 1981 : Lunch Wagon : Mrs. Schmeckler
- 1985 : Bridge Across Time (TV) : Alma Bellock
- 1986 : The Wonderful World of Jonathan Winters
- 1986 : Witchboard : Mrs. Moses
- 1990 : The Jackie Bison Show (TV) : Doris (voix)
- 1992 : Scorch (série télévisée) : Mrs. Edna Bracken
- 1993 : Sandman : Car saleswoman
- 1994 : Hardball (série télévisée) : Mitzi Balzer
- 1995 : Cagney & Lacey : Together Again (téléfilm) : Mitzi Glass
- 1999 : Une fille qui a du chien (Lost & Found) : Clara
- 2000 : Scary Scream Movie (Shriek If You Know What I Did Last Friday the Thirteenth) (vidéo) : Mrs. Tingle
- 2003 : Tracey Ullman in the Trailer Tales (TV) : Rose Marie
- 2003 : The Alan Brady Show (TV) : The Secretary (voix)
- 2004 : The Dick Van Dyke Show Revisited (TV) : Sally Rogers Glimscher
- 2004 : Surge of Power : Cameo